# Coccymys ruemmleri
Espèce
Synonymes
- Pogonomelomys rümmleri Tate & Archbold, 1941
- Pogonomelomys ruemmleri Tate & Archbold, 1941

Statut de conservation UICN

 LC  : Préoccupation mineure
Coccymys ruemmleri est une espèce de rongeurs de la famille des Muridae.

## Description
Coccymys ruemmleri mesure environ 24 cm avec une queue d'environ 14 cm. Son dos est brunâtre et son ventre blanc gris.

## Répartition et habitat
Cette espèce est endémique de Nouvelle-Guinée. Elle se rencontre dans la chaîne Centrale entre le Puncak Trikora à l'ouest et le mont Kaindi à l'est. Elle est présente entre 1 900 et 4 100 m d'altitude. Elle vit dans la forêt de nuage ainsi que dans les prairies et landes au dessus de la limite des arbres.

## Étymologie
Son nom d'espèce, ruemmleri, lui a été donné en l'honneur de Hans Rümmler, auteur du genre Pogonomelomys dans lequel cette espèce a été classée initialement.

### Publication originale
- Tate & Archbold, 1941 : New rodents and marsupials from New Guinea. American Museum novitates, n. 1101, p. 1-10 (texte intégral)